# Paco Sutil
Francisco « Paco » Sutil Tirado (né le 21 décembre 1984 à Jaén) est un footballeur espagnol qui joue actuellement pour le Centre d'Esports Sabadell en Liga Adelante. Il joue comme milieu offensif.

## Palmarès
Néant